# Cam Newton (Eishockeyspieler)
Cameron Charles „Cam“ Newton (* 25. Februar 1950 in Peterborough, Ontario) ist ein ehemaliger kanadischer Eishockeytorwart, der im Verlauf seiner aktiven Karriere zwischen 1966 und 1977 unter anderem 129 Spiele für die Pittsburgh Penguins in der National Hockey League sowie die Chicago Cougars, Denver Spurs, Ottawa Civics und Cleveland Crusaders in der World Hockey Association bestritten hat.

## Karriere
Newton verbrachte seine Juniorenzeit zwischen 1966 und 1970 bei den Toronto Marlboros und Kitchener Rangers in der Ontario Hockey Association. Nachdem er im NHL Amateur Draft 1970 in der achten Runde an 102. Stelle von den Pittsburgh Penguins aus der National Hockey League ausgewählt worden war, wechselte der Torwart zur Saison 1970/71 in den Profibereich. Den Großteil seines ersten Profijahres verbrachte Newton als Back-up. Sowohl bei den Amarillo Wranglers in der Central Hockey League hinter Paul Hoganson als auch bei Pittsburgh in der NHL. Für Amarillo bestritt Newton im Saisonverlauf 15 Einsätze sowie fünf für die Penguins. In den folgenden beiden Jahren stand er dann bei den Hershey Bears in der American Hockey League zwischen den Pfosten. Dort teilte er sich die Aufgaben im Verlauf der beiden Jahre mit André Gill, Paul Hoganson und Denis Herron. Zudem fügte er seiner Vita elf weitere NHL-Einsätze hinzu.
Im Sommer 1973 verließ Newton das Franchise der Pittsburgh Penguins und wechselte als Free Agent in die mit der NHL konkurrierende World Hockey Association. Dort war er in den folgenden beiden Spieljahren Stammtorwart der Chicago Cougars. Über den Expansion-Draft der WHA im Mai 1975 gelangte der Schlussmann zur Saison 1975/76 zum Ligakonkurrenten Denver Spurs, der kurz nach dem Jahreswechsel 1975/76 in die kanadische Hauptstadt Ottawa umsiedelte und dort als Ottawa Civics wenige Tage später den Spielbetrieb komplett einstellte. Als Free Agent konnte Newton daher innerhalb der Liga zu den Cleveland Crusaders wechseln, wo er die Spielzeit beendete. Er absolvierte anschließend noch ein Spieljahr für die Erie Blades in der North American Hockey League, ehe er seine aktive Karriere im Alter von 27 Jahren für beendet erklärte.

## Statistik
(Legende zur Torhüterstatistik: GP oder Sp = Spiele insgesamt; W oder S = Siege; L oder N = Niederlagen; T oder U oder OT = Unentschieden oder Overtime- bzw. Shootout-Niederlage; Min. = Minuten; SOG oder SaT = Schüsse aufs Tor; GA oder GT = Gegentore; SO = Shutouts; GAA oder GTS = Gegentorschnitt; Sv% oder SVS% = Fangquote; EN = Empty Net Goal; 1 Play-downs/Relegation; Kursiv: Statistik nicht vollständig)